# Ameraucana
Ameraucana er en hønserace, der stammer fra USA. 
Hanen vejer 3,25 kg og hønen vejer 2,25 kg. De lægger blå æg. Racen findes også i dværgform.
Navnet skyldes en sammensætning af amerikansk og Araucana, men racen stammer fra amerikanske grønlæggere. 

## Farvevariationer
- Blå
- Sort
- Blå hvedefarvet
- Brunrød
- Bleg gulbrun
- Sølv
- Hvedefarvet
- Hvid
- Lavendel